# Darko Hodoba
Darko Hodoba (...) è un ex giocatore di football americano serbo, che ha giocato nel ruolo di defensive back.